# Lijst van rivieren in Nevada
Dit is een lijst van rivieren in Nevada.
- Amargosa River
- Carson River
- Colorado River
- Humboldt River
- Huntington River
- Little Humboldt River
- Meadow Valley Wash
- Muddy River
- North Fork Humboldt River
- Owyhee River
- Quinn River
- Reese River
- South Fork Humboldt River
- Thousand Springs River
- Truckee River
- Virgin River
- Walker River
- White River

Alabama · Alaska · Arizona · Arkansas ·  Californië · Colorado · Connecticut · Delaware · Florida · Georgia · Hawaï · Idaho ·  Illinois · Indiana · Iowa · Kansas · Kentucky · Louisiana · Maine · Maryland · Massachusetts · Michigan · Minnesota · Mississippi · Missouri · Montana · Nebraska · Nevada · New Hampshire · New Jersey · New Mexico · New York ·  North Carolina · North Dakota · Ohio · Oklahoma · Oregon · Pennsylvania · Rhode Island · South Carolina · South Dakota · Tennessee · Texas · Utah · Vermont · Virginia · Washington (staat) · Washington D.C. · West Virginia · Wisconsin · Wyoming